# イワイガワ
イワイガワは、浅井企画に所属する日本のお笑いコンビ。2003年7月7日結成。コンビ名は2人の苗字を組み合わせたもの。

## メンバー
岩井 ジョニ男（いわい ジョニお、本名：岩井 喜孝〈いわい よしたか〉年齢不詳
ボケ担当。
千葉県白井市出身。身長170 cm、血液型B型。
1999年結婚、一女の父。

井川 修司（いがわ しゅうじ、1973年5月17日 -〈52歳〉）
ツッコミ・ネタ作り担当。
兵庫県神戸市出身、神戸市立工業高等専門学校卒業。身長176 cm、血液型AB型。
ジョニ男とは正反対に、現代的なファッションに身を包む。

## 芸風

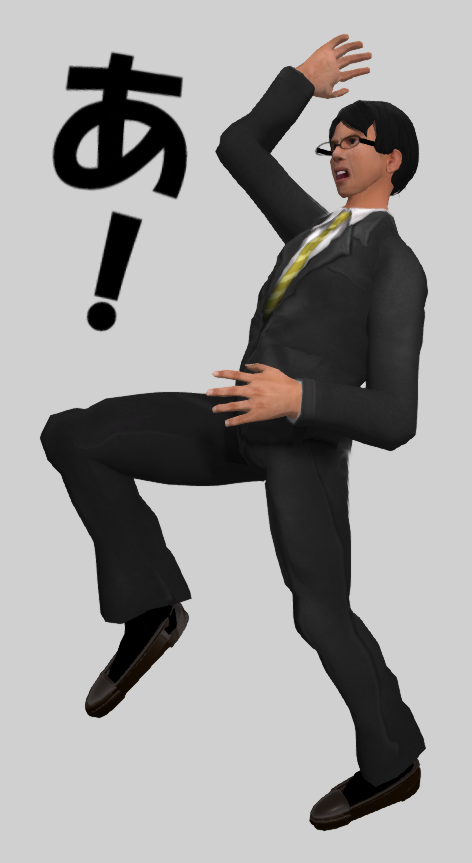
「あ!」のジェスチャー

- ジョニ男が扮する「ベタなサラリーマン」「若者文化を知らない中年男性」「空気が読めない司会者」などに井川が関西弁でツッコミを入れるコントを主に演じ、初単独ライブではVTR・フリートーク・漫才・ブラックなオチのネタも披露している。
- ジョニ男が演じるキャラは様々な状況で「ナイストゥミーチュー」「ママチェック」「オイルショック」といった用語を駆使し、井川を困惑させる。

## 来歴・人物・エピソード

### ジョニ男

#### 特徴
整髪料でピッチリ撫でつけた七三分けの髪型に黒縁眼鏡、チョビヒゲ、背広に幅広のネクタイを合わせるといういわゆる「昭和のサラリーマン」風の出で立ち。
スーツ姿は「1983年、シリアス・ムーンライトツアーを敢行していたデヴィッド・ボウイ」がモチーフらしい。
大型自動二輪車の免許を持っている。

#### 来歴
タモリの元付き人。
組む以前はコンビ「バカ王子」として活動していた。

#### 芸風
2008年頃からチョビヒゲを生やしている。ジョニ男曰く「最近ちょいわるおやじが流行っているから、『チョビヒゲオヤジ』も流行ると思って」。
「あ!」と叫ぶ恒例のアクションがあり、「シリアスムーンライト」という名前がある。右の手足を上げ左の手足を後方に伸ばす様は漢字の「呉」を想起させる。ネタ中では相方・井川も「あ!」とやるパターンもある。
カンコンキンシアターなどで松山千春・柴田恭兵・小泉純一郎・田原俊彦・『おそ松くん』のイヤミなどのものまねを披露している。
特技は鼻ベース。
2010年2月17日、初単独DVDがリリースされた。

#### エピソード
タモリの自宅に赴き、弟子入りを懇願するも拒絶された。だが「拒絶されたことに感動」したジョニ男は、そこから計49日間連続でタモリ宅へ通い続けた末に晴れて弟子入りを許され、付き人・運転手となった。ちなみにジョニ男が来て1か月経った頃、タモリはジョニ男を家に上げて正式に断ったにも拘らず翌日もタモリ宅を訪問したため、タモリから「なんで来たの? 昨日、言ってることわかった?」と言われている。
付き人・運転手という縁から、タモリが司会を務める『タモリ倶楽部』のコーナー「空耳アワー」のVTRに役者として出演する機会がしばしばあった（例：ブルース・マグースの『恋する青春』のVTRでは、「タモリマネージャー岩井喜孝」として出演）。
タモリがとても温厚な性分でもあるため、怒られたことはほぼなかったが、過去に付き人の運転手をしている時にプライベートでゴルフに行った際、タモリを乗せた車で運転中、ジョニ男が道を間違えた時にタモリに「仕事は遅刻してもいいが、プライベートは遅刻するなっ！」と激怒されたことがある。
タモリが自分の所有する船に乗った際、船のロープを十分括り付けていなかったせいでタモリを真冬の海へ落としてしまったことがある。
スーツはリサイクルショップで調達している。
付き人時代、1998年8月19日放送『コサキンDEワァオ!』に「タモリさんの付き人・怖がり金子君の1年先輩の岩井さん」として出演した（金子へは内緒で『スクリーム』のマスクをかぶりトーク中のスタジオに乱入するというミニドッキリ）。マスクを外して放った第一声は「あ!」であった。
一時期弟子がいた。2017年から2018年にかけて自分たちが司会のライブにいわば特権的に出演させていたが、駆け出しで方向性などが一切定まっておらず、芸名も名付け親の岩井が模索を続け毎回違う名前となっていた。
2022年3月5日、ペイペイドームで行われたプロ野球オープン戦福岡ソフトバンクホークス対千葉ロッテマリーンズのセレモニアルピッチへ登場した。
飲み会などの場で明石家さんまから気に入られ、さんまは「なんとか世に出してやりたい」との思いから新番組であった『さんまのお笑い向上委員会』に何とかねじ込めないかと模索。フジテレビが無名であった岩井のパネラー出演を承諾すると思えなかったため、「勝手に見学に来た」という体裁でスタジオ内のモニターの横に立たせ、収録中突然岩井に振って持ちネタをやらせるという強行手段を取った。そこでウケたためその場面がオンエアされ、以降も同様に出演し続けられた。当時はノーギャラで、さんまがポケットマネーから出演料として渡していた。後にパネラー出演まで昇格、準レギュラーとして同番組へ出演を続ける。
モニターの横は主に無名の若手芸人へチャンスを与える場として「モニター横芸人」という名の枠で受け継がれ、しゅんしゅんクリニックP・ワタリ119・みやぞん（ANZEN漫才）・バッドナイス常田・あかつ・サンシャイン池崎・平野ノラ・お見送り芸人しんいち・おばたのお兄さんなどが名を広める機会を得た。

### 井川

#### 特徴
かりあげ風の髪型と顎髭が特徴で、ラジオ番組では眼鏡や帽子を着用していることが多い。
アクティブに見える外見とは反対に、あまり外には出ないインドア派を自称している。下戸のため宴席嫌いとしても知られている。
ジュニアオリンピックに110メートルハードルでの出場歴を持つ。
高専卒業後に大阪の建設会社で施工管理の仕事をしていた。また測量士補資格を持っている。

#### 来歴
過去には浅田美代子や佐藤浩市、三國連太郎の付き人をしていたことがある。
コンビを組む前は俳優として映画、ドラマ、Vシネマ等に出演している。テレビドラマ版『ナニワ金融道』への出演をきっかけとして、同シリーズにおいて緒形拳らに関西弁の方言指導を務めた。

#### エピソード
『あいのり』への出演経験があるも、都合で緊急帰国となり女性メンバーからの告白を断った。オンエア回数は3回だった。
長らく1976年生まれだと公表してきたが、2010年2月17日発売の初単独DVDにて1973年生まれであると明かされた。
かつて付き人をしていた浅田からは「イガピー」と呼ばれていた。ある日の午前中に浅田を激怒させ、クビ覚悟で謝罪しに行ったものの、午後には井川に対して激怒したこと自体を忘れてしまっていた。「翌日忘れるのならまだ良いが、午前のことを午後には忘れられてしまうのが辛かった」と述べている。またある日には、浅田が探偵役の2時間ドラマにおける大詰めの長台詞（いわゆる断崖シーン）の撮影終了後、帰京の最中だった運転中に浅田からの「ねえイガピー、犯人って誰だったの?」という発言を聞いて耳を疑った。
同じく付き人をやっていた三國連太郎には「しゅうちゃん」と呼ばれていたが、三國の付き人となって1か月後に「しゅうちゃん、名前は何て言うの?」と尋ねられ驚いた。
学生時代はモテていたと自負するが、その分不遇な目に多々遭った経験により女性に対する見方が厳しくなった。その感性はカンコンキンシアターで「井川の闇シリーズ」として活かされている。また、「生涯独身」をしばしば公言している。
実父の満治は出身地である長崎県雲仙市に在住し、長崎中心にローカルタレントとして芸能活動を行なっている。長崎県庁が介護の仕事魅力発信事業として制作したショートドラマで森保まどかと共演したことがある。

#### 交友関係
森一弥（元エネルギー）と仲が良く、特にカンコンキンシアターの稽古から公演の間は互いのブログやTwitter (X) に登場したりやり取りをする機会が増える。なお、前述のサバ読みにより森から見て井川は年下から年上に変化した。
このほか、X上においてTOKYO COOLやヲタル、ガリットチュウ熊谷茶、野性爆弾ロッシーなどとの交流が確認できる。
バッファロー吾郎A（バッファロー吾郎）は中学の先輩にあたる。

## 出演

### テレビ
- 爆笑オンエアバトル（NHK総合）戦績14勝1敗 最高525KB　ゴールドバトラー認定
  - 第8回チャンピオン大会 セミファイナル7位敗退
  - 第10回チャンピオン大会 セミファイナル8位敗退
  - 第12回チャンピオン大会 ファーストステージ13位敗退
  - 常に安定した成績でオンエアを重ねており、通常回では400KB台を下回ったことが無かった（唯一のオフエアは401KB）。なお、10勝以上を重ねて400KB台を下回った経験が無いのは彼らとNON STYLE[注 2]のみ。その一方でチャンピオン大会では良い成績を残せておらず、700KB以上を記録できていなかった。第12回チャンピオン大会では330KB[注 3]という稀な低KBを記録している。
  - 第11回チャンピオン大会においても出場資格を得てはいたが、スケジュールの都合（2人が出演した舞台「現代狂言」がセミファイナル両日にあったため）により出場を辞退している[注 4]。
- アジアクロスロード（NHK-BS1） - リポーターとして出演。
- 〜遠隔操作バラエティ〜ウドで訊く!（tvk）
- 爆笑レッドカーペット（フジテレビ） - キャッチコピーは「輝け! 中年の星」、コラボカーペットで関根勤&花香よしあき&中村愛と共演（「関根勤with浅井企画」名義）
- FNS27時間テレビ!! みんな笑顔のひょうきん夢列島!!（フジテレビ）
- タモリのボキャブラ天国 大復活祭スペシャル（フジテレビ） - キャッチコピーは「20世紀中年」（ニューボキャブラキングとして大座布団を獲得）
- 探偵学園Q（日本テレビ） - ドラマの第5話のビデオ映像内に出演。
- アットホームTV - 物件刑事として出演。
- すずき（tvk）
- 大笑点（日本テレビ）
- ゲンセキ（TBS）
- インパクト!（フジテレビ）
- 笑いの祭典 ゴールドステージ!!（日本テレビ）
- お台場お笑い道（2005年9月25日、フジテレビONE）
- お笑いメリーゴーランド（TBS） - 岩井のみ
- キャラ☆キング（テレビ朝日）
- お笑いDynamite!（2008年12月28日、TBS） - キャッチコピーは「サラリーマンコント一筋!」
- 爆笑ピンクカーペット（フジテレビ） - キャッチコピーは「輝け! 中年の星」
- 関根勤5ミニッツ・パフォーマンス シーズン2（2009年1月14日 - 、BSフジ）
- 体操の時間。（2009年2月10日 - 、フジテレビ）「イワイガワnoチョビっと体操」
- ザ・イロモネア（2009年3月21日・2010年1月3日、TBS） - 「ゴールドラッシュ」1週目敗退、関根勤軍団として初出場で100万円獲得。
- おもいッきりDON!1025（2009年4月1日 - 9月30日、日本テレビ） - 水曜日のみ
- BOSS（2011年5月12日、フジテレビ） - 岩井のみ
- 神奈中バスで移動中!（厚木伊勢原ケーブルネットワーク）
- 鳳神ヤツルギ3（千葉テレビ） - 井川のみ
- おはスタ（2013年10月9日・11月26日、2014年1月6日 テレビ東京） - 岩井のみ、「ひなこ姫を起こせ!」に出演
- さんまのお笑い向上委員会（2015年 - 、フジテレビ）- 岩井のみ
- プレミアムよるドラマ「初恋芸人」（2016年3月 - 4月、NHK BSプレミアム） - 岩井のみ声だけ出演
- 昼のセント酒 第4話（2016年5月1日、テレビ東京） - 岩井のみ
- ピタゴラスイッチ（NHK）- 岩井のみ
- 東京クラッソ!NEO（TOKYO MX） - 2017年4月の番組マイナーチェンジ以降準レギュラー状態
- もしもツアーズ（2017年4月15日、フジテレビ） - 井川のみ
- オールスター後夜祭（2018年10月7日[10]、2019年4月7日 TBS）
- ゴルフスイッチ!（2018年4月 - 、ゴルフネットワーク）- ナレーション：岩井のみ
- たとえBAR（2019年3月30日、NHK総合）- 岩井のみ[11]
- 戦略のゴルフ 第13回 - 15回（2019年4月6日・13日、5月11日 BS12 トゥエルビ）- 岩井のみ
- 飯尾・ジョニ男の百マン石レディ見～っけ隊!（2022年3月26日・12月24日、石川テレビ） - 岩井のみ
- ジョニ男のぶらぶら昭和。（2022年10月6日 - 、BS松竹東急） - 岩井のみ
- 天才てれびくん（2023年4月3日 - 、NHK Eテレ） - ガラクタ博士 役（岩井）[12]
- 永野&くるまのひっかかりニーチェ（2024年10月2日 - 、テレビ朝日）- ナレーション：岩井のみ

### ウェブテレビ
- 関根勤がニッチなニュースをなでまわす（2016年7月30日、AbemaTV） - MC
  - 関根勤がニッチなアレをなでまわす#2-#4（2016年10月16日・12月11日・18日、AbemaTV） - MC
- 永野とジョニ男の呑みとも（ピクションオリジナル番組） - 岩井のみ

### ラジオ
- コサキンDEワァオ!（2005年10月15日 - 、TBSラジオ）「コサキンヤング部24劇場」月1レギュラー
- クールアースMUSIC「イワイガワのイカ30」、「山本早織とイワイガワのホッとしよう。」（かわさきFM）
- 世の中面白研究所（2008年4月 - 2015年3月23日、NHKラジオ第1） - 準レギュラー
- 午後のまりやーじゅ「イワイガワ・井川と村上由利子の星の数だけモノもうす」（NHKラジオ第1、毎月最終木曜日） - 井川のみ[13]
  - ごごラジ!（2016年4月7日 - 2018年3月8日、NHKラジオ第1） - 木曜日パーソナリティ（井川のみ）。上記番組から続投。
- MAIKOとジョニ男のめちゃトラサンデー（2017年10月 - 、FM FUJI） - 岩井のみ
- イワイガワの誠実ラジオ「二畳半の小部屋から」（2019年4月 - 、TBCラジオ）
- シン・ラジオ -ヒューマニスタは、かく語りき- (2022年4月6日 -  、bayfm)  - 水曜日パーソナリティー（井川のみ）

### ウェブラジオ
- イワイガワのイカの耳たぶ（2008年1月16日 - ？、サイトキャステラにてポッドキャスティング配信）
- イワイガワのオールナイトニッポンi（2019年8月1日、ニッポン放送 PODCAST STATION）

### テレビドラマ
- オリガミの魔女と博士の四角い時間（2021年・2022年、NHK Eテレ - マスター 役（岩井）
- かりあげクン（2023年1月7日 - 3月25日、BS松竹東急） - 木村隆二 役（岩井） [14]
- 心はロンリー気持ちは「…」FINAL（2024年4月27日、フジテレビ）（岩井）[15]
- 藤子・F・不二雄 SF短編ドラマ シーズン2「じじぬき」（2024年5月12日、NHK BS）（岩井）[16]
- 晩酌の流儀3 第8話（2024年8月24日、テレビ東京） - ジュリ＝小西 役（岩井）[17]

### 映画
- 松島トモ子 サメ遊戯（2024年） - 岩井のみ[18]
- MAD MASK（2025年） - 岩井のみ[19]

### MV
- 鳥淵杏奈「1,2,step」（2022年7月21日）

### その他
- LINE NEWS「VISION」シリーズ『岩井ジョニ男 × 住田諒 レンタルジョニ男さん』（2022年3月 - ） - 岩井のみ[20]

## CM
- キリン一番搾り　佐藤浩市と共演（2006年）
- イワイガワ「通販劇場」 テレ朝通販 「Ropping(ロッピングライフ)」
- アディーレ法律事務所（2013年）
- サッポロ「男梅サワー」※Web-CM、岩井が出演。加藤里保菜と共演[21]
  - はじめての梅ぇ横丁人情酒（2021年1月 - 12月）
  - はじめての梅ぇ横丁人情酒Season2（2022年1月 - ）

## ライブ活動
- 初単独ライブ 「シリアスムーンライト」を2007年9月19日に北沢タウンホールにて開催。前売り券完売、立ち見の当日券が出る盛況の中で大成功を収めた。

後日ライブの感想をラジオで述べた関根は井川を「天才」と絶賛した（一方で、「ちょっと完璧主義者なんだよなあ」と苦笑もしている）。
- 嗚呼 お笑い 東洋・太平洋秘宝館タイトルマッチ（主催なべやかん）
- お笑いネオネオダイナマイトショー（浅井企画）
- 2005年4月 帰って来たHey!Say!ルー2005　歌ってスバらしい!（座長：ルー大柴）
- 関根勤率いるカンコンキンシアターに2006年から参加。

2006年はコント「家庭教師」、2007年はコント「合コン」、2008年はコント「銀行強盗」、2009年はコント「喫茶店」を披露。
- 2007年 南原清隆（ウッチャンナンチャン）主宰の現代狂言2に参加。
- 2008年 南原主宰の現代狂言3に参加。（2009年再演）
- 2009年11月21日、22日に第2回単独ライブ「オイルショック」が北沢タウンホールで開催。大成功のうちに幕を閉じた。
- 2011年9月28日から2013年6月25日にかけて東京・五反田文化会館にて毎週水曜日に無料ライブ「五反田水曜日」を開催（主催:五反田商店街振興組合 協力:五反田文化会館共同組合・浅井企画）ネタ見せではなく、フリートーク主体のライブであった[22][23][24]。

## CD・DVD
- 『イワイガワ単独ライブ「オイルショック」』（2010年2月17日、ポニーキャニオン、ASIN B0031L6O6E）
- ミッドナイト・アワー〜Yokohama Fall in love〜（チェウニと岩井ジョニ男のデュエット、2014年11月19日、テイチクエンタテインメント、規格品番：TECA-12559）
- 灼熱の恋の物語〜KUMAGAYA Fall in love〜（チェウニと岩井ジョニ男のデュエット、2018年8月15日、テイチクエンタテインメント、規格品番：TECA-13871）
- ジョニー・A・グッド（2024年7月13日、YVS Records、インターネット配信）

## 書籍
- 幻の哀愁おじさん（著：岩井ジョニ男、2019年4月23日、文藝春秋）